# Пуголовка
Пу́головка, також бичо́к-пу́головка, бентофіл (Benthophilus) — рід Понто-Каспійських бичкових риб (Gobiidae). Поширені в прісних і солонуватих водах басейнів Чорного і Каспійського морів.

## Характеристика

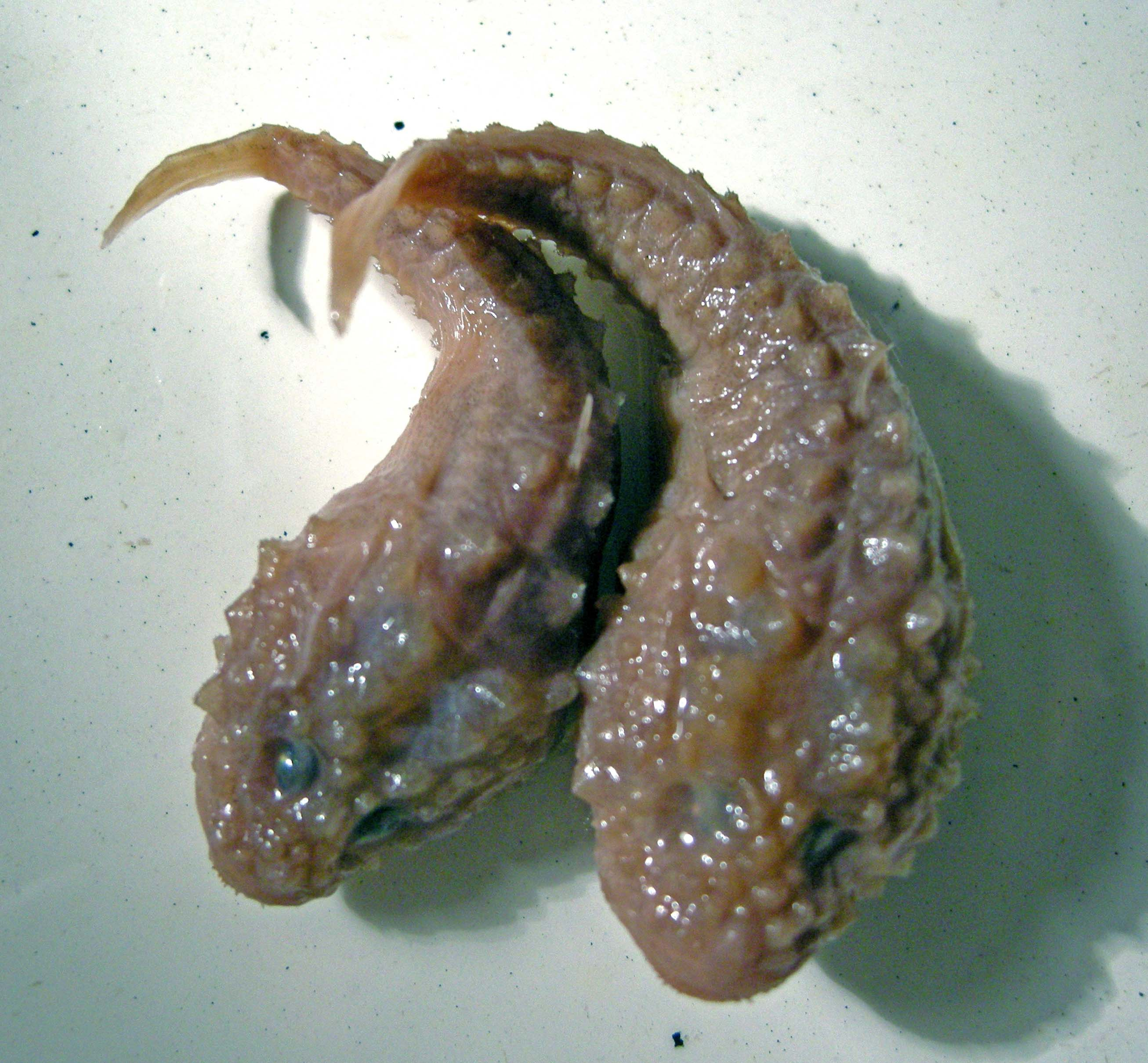
Жучки та шипи на тілі каспійської пуголовки Бера (Benthophilus baeri)

Тіло стиснено зверху, голова більш-менш широка, велика. Спинні м'язи зі сторони голови зовсім не вкривають череп. Тіло вкрито кістковими платівками (жучками), а також дрібними шипами та зернятками. У статевозрілих самців тіло голе.
Спинний плавець із редукованим числом променів. Другий спинний плавець не знижується назад, часто найвищий всередині. Грудні плавці без вільних променів. Черевний присосок великий, цільний, без лопатинок. Каналів бічної лінії та пір немає. Зяброві отвори маленькі. Ніздрі у вигляді маленьких трубочок. Рот середніх розмірів, на підборідді зазвичай маленький вусик.

## Ареал роду

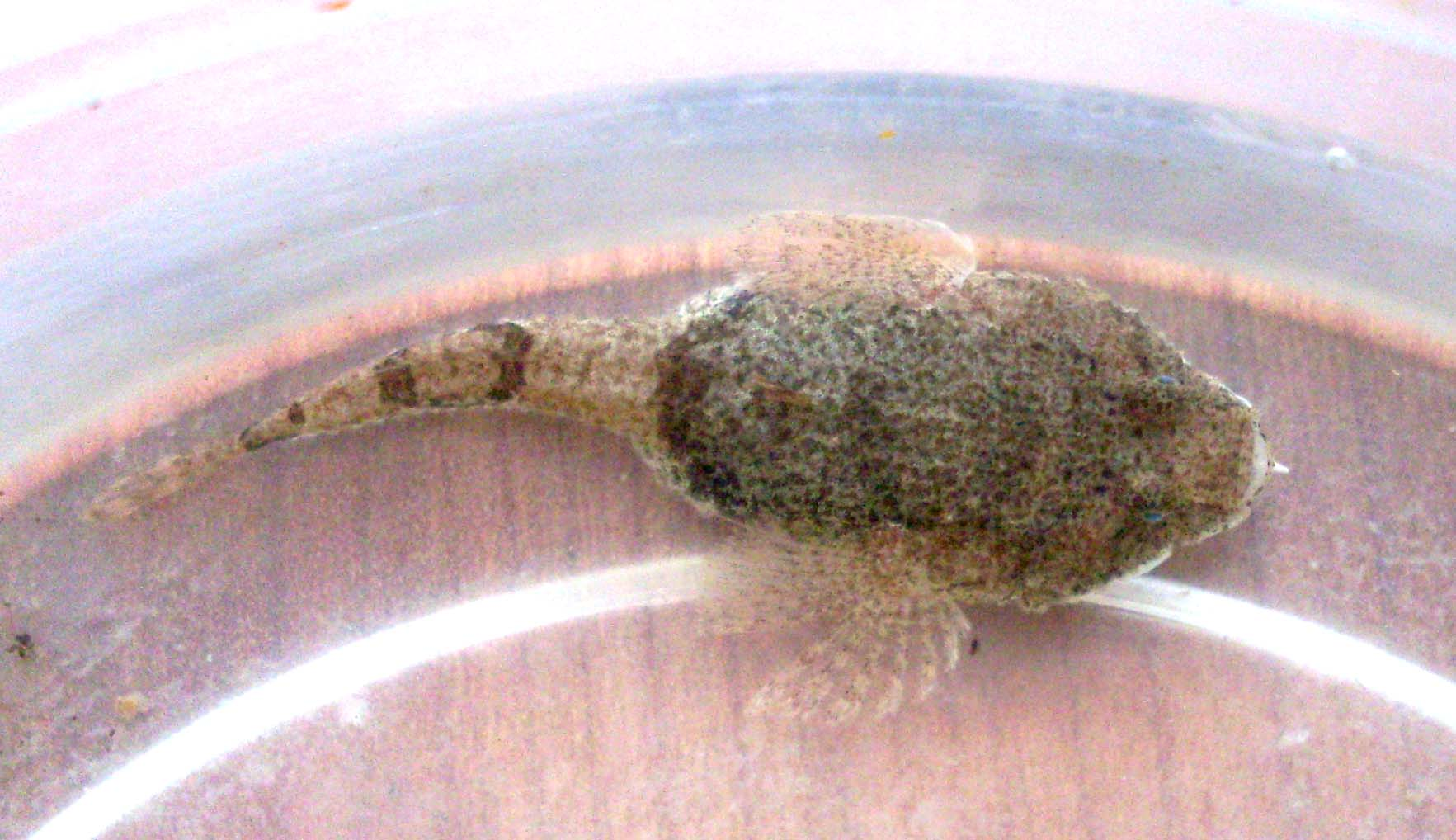
Пуголовка гола (Benthophilus nudus) — вид широко поширений в Україні

У басейні Чорного моря відзначається один вид — пуголовка гола (Benthophilus nudus). В Азовському морі та прісних водах його басейну поширені пуголовка азовська (Benthophilus magistri) та пуголовка зірчаста (Benthophilus stellatus), обидва переважно у південній та південно-східній частинах моря, також у Таганрозькій затоці. У басейні річки Дон зустрічається пуголовка донська (Benthophilus durelli), яка також може бути знайдена в Таганрозькій затоці. Інші види поширені у Каспійському морі та прісних водах його басейну.

## Види
Рід містить 20 видів:
- Benthophilus abdurahmanovi — пуголовка Абдурахманова
- Benthophilus baeri — пуголовка Бера
- Benthophilus casachicus — пуголовка казахська
- Benthophilus ctenolepidus — пуголовка шипоголова
- Benthophilus durrelli — пуголовка донська
- Benthophilus granulosus — пуголовка зерниста
- Benthophilus grimmi — пуголовка Гримма
- Benthophilus kessleri — пуголовка Кесслера
- Benthophilus leobergius — пуголовка Берга
- Benthophilus leptocephalus — пуголовка вузькоголова
- Benthophilus leptorhynchus — пуголовка вузькорила
- Benthophilus macrocephalus — пуголовка каспійська
- Benthophilus magistri — пуголовка азовська
- Benthophilus mahmudbejovi — пуголовка Махмудбекова
- Benthophilus nudus — пуголовка гола
- Benthophilus pinchuki — пуголовка Пінчука
- Benthophilus ragimovi — пуголовка Рагімова
- Benthophilus spinosus — пуголовка шипувата
- Benthophilus stellatus — пуголовка зірчаста
- Benthophilus svetovidovi — пуголовка Световидова